# Качала Володимир Степанович
Володи́мир Стефанович Кача́ла (нар. 5 (17) грудня 1842, Галичина — 14 (26) грудня 1894) — український інженер, громадський діяч, меценат. Тривалий час жив і працював у Києві, займався підприємництвом у цукробуряковій та інших галузях. Сприяв розвитку української культурної діяльності у місті.

## Біографія
Уродженець Галичини, син Степана Качали й Анни зі Стрільбицьких. Народився в хаті свого діда, пароха села Озерна о. Миколи Стрільбицького. Середню освіту отримав у гімназії в Тернополі, вищу — в Політехнічному інституті у Відні. Здобув фах інженера-технолога.
У 1865 році, невдовзі після одержання диплома, переїхав до Санкт-Петербургу, а потім на українські терени Російської імперії, куди був запрошений для роботи на цукроварні Терещенків. Пізніше увійшов до керівного складу деяких інших цукрових заводів. Глибоко та всебічно вивчаючи свою справу, 1871 року Володимир Качала став одним із засновників Київського відділення Російського технічного товариства — авторитетного об'єднання професіоналів, яке спершу спеціалізувалося саме на цукробуряковій промисловості. Брав участь у міжнародних промислових виставках.
Мешкав у Києві з січня 1867 року, де 1887 року придбав на ім'я дружини Марії Михайлівни, племінниці київського голови Личкова Семена Никифоровича садибу по вул. Володимирській (сучасний № 45). Упродовж 1891—1892 років на цій ділянці були зведені за проектами та під керівництвом Олександра Хойнацького чільний прибутковий будинок і особняк у дворі. Невдовзі після забудови садиби Володимир Качала розмістив на її території першу в Києві невелику приватну електростанцію (не збереглася). В особняку містилися помешкання родини інженера Качали, його технічна контора та офіси Гребениківського й Рогізнянського цукрових заводів на Слобожанщині. В оформленні металевих огорож балконів обох споруд збереглися літери «МК» — ініціали дружини інженера Марії Качали, офіційної замовниці будинків. Нині в колишньому особняку на Володимирській, 45-а міститься Київський будинок вчених.

«Памятная книжка и адрес-календарь Киевской губернии на 1889 год», с. 68

Ще одним проявом ділової активності Володимира Качали стало утримання закладу штучних мінеральних вод та готелю при ньому на схилі біля Олександрівського узвозу (приміщення не збереглися). Інженер орендував це підприємство у міста. Теплої пори року (з 1 травня по 15 серпня за старим стилем) тут діяла лікувальна зала для користування теплими й холодними штучними мінеральними водами, кумисом, кефіром, сироваткою й молоком. Тут-таки було влаштовано грязьові та мінеральні ванни, гідропатичний кабінет тощо. Медичною справою завідували долучені до цього фахівці, а Володимир Качала утримував при «мінеральних водах» лабораторію хімічного аналізу зі складом приладів та реактивів.
Помер у Києві, незадовго до смерті зазнавши значних збитків через несприятливу кон'юнктуру на цукровому ринку. Похований на Байковому кладовищі (нова частина, 1-а дільниця); надгробок зберігся.
Небіж В. С. Качали — Кирило Студинський.

## Участь в українському громадському житті

Надгробок В. С. Качали

Володимир Качала як свідомий українець підтримував дружні зв'язки з провідними діячами української культури в Києві, зокрема з Олександром Кониським та Миколою Лисенком. Його племінник Омелян Киричинський згадував про нього: «Почував себе Українцем, жив в стислій приязні з Кониським і залюбки жертвував на українські справи чималі суми… Як Галичанин, він давав притулок приїжджим до Києва Галичанам і допомагав їм влаштовуватися».
Саме в готелі Качали у квітні-травні 1886 року зупинився Іван Франко, коли приїздив до Києва брати шлюб з киянкою Ольгою з Хоружинських. Оскільки царська влада ставилася до політичної та громадської діяльності Франка вкрай неприязно, інженер Качала потрапив до списків «неблагонадійних»; це заважало йому оформити перехід з австрійського підданства до російського.

### Зала Качали
Завдяки сприянню Володимира Качали велика зала закладу штучних мінеральних вод поза лікувальним сезоном могла бути використана для творчої діяльності українців. У ній, зокрема, наприкінці 1880-х — на початку 1890-х років регулярно проводив репетиції та концерти український хор під орудою М. В. Лисенка. Племінниця композитора Валерія О'Коннор-Вілінська відзначала у спогадах: «На краю Царського саду, високо над Днапром, стояла довга будівля з залою „Мінеральних вод“, так званою залою Качали. Там відбувалися проби Лисенкового хору. Хор Лисенка складався переважно зі студентів університету з примішкою семінаристів і панночок. Назбиралося їх до шестидесяти душ. Все те були щирі виконавці не з примусу, а з своєї волі, які бачили в тій праці національне діло і весело відбували його». Заняття хору проводилися щосуботи; з нагоди концертних виступів у залі споруджували естраду та ставили столи для вечері.

## Вшанування пам'яті
8 грудня 2022 Київрада перейменувала вулицю Качалова на честь українського громадського діяча, мецената, інженера Володимира Качали